# Malek Bensmaïl
 (avril 2021).
Si vous disposez d'ouvrages ou d'articles de référence ou si vous connaissez des sites web de qualité traitant du thème abordé ici, merci de compléter l'article en donnant les références utiles à sa vérifiabilité et en les liant à la section « Notes et références ».
 (avril 2021).
La mise en forme du texte ne suit pas les recommandations de Wikipédia : il faut le « wikifier ».
Les points d'amélioration suivants sont les cas les plus fréquents. Le détail des points à revoir est peut-être précisé sur la page de discussion.
- Les titres sont pré-formatés par le logiciel. Ils ne sont ni en capitales, ni en gras.
- Le texte ne doit pas être écrit en capitales (les noms de famille non plus), ni en gras, ni en italique, ni en « petit »…
- Le gras n'est utilisé que pour surligner le titre de l'article dans l'introduction, une seule fois.
- L'italique est rarement utilisé : mots en langue étrangère, titres d'œuvres, noms de bateaux, etc.
- Les citations ne sont pas en italique mais en corps de texte normal. Elles sont entourées par des guillemets français : « et ».
- Les listes à puces sont à éviter, des paragraphes rédigés étant largement préférés. Les tableaux sont à réserver à la présentation de données structurées (résultats, etc.).
- Les appels de note de bas de page (petits chiffres en exposant, introduits par l'outil «  Source ») sont à placer entre la fin de phrase et le point final[comme ça].
- Les liens internes (vers d'autres articles de Wikipédia) sont à choisir avec parcimonie. Créez des liens vers des articles approfondissant le sujet. Les termes génériques sans rapport avec le sujet sont à éviter, ainsi que les répétitions de liens vers un même terme.
- Les liens externes sont à placer uniquement dans une section « Liens externes », à la fin de l'article. Ces liens sont à choisir avec parcimonie suivant les règles définies. Si un lien sert de source à l'article, son insertion dans le texte est à faire par les notes de bas de page.
- La présentation des références doit suivre les conventions bibliographiques. Il est recommandé d'utiliser les modèles {{Ouvrage}}, {{Chapitre}}, {{Article}}, {{Lien web}} et/ou {{Bibliographie}}. Le mode d'édition visuel peut mettre en forme automatiquement les références.
- Insérer une infobox (cadre d'informations à droite) n'est pas obligatoire pour parachever la mise en page.

Pour une aide détaillée, merci de consulter Aide:Wikification.
Si vous pensez que ces points ont été résolus, vous pouvez retirer ce bandeau et améliorer la mise en forme d'un autre article.
Malek Bensmaïl, né en 1966 à Constantine (Algérie), est un réalisateur algérien.

## Biographie
Dans les années 1980, en Algérie, il réalise des films essais en super 8. Après des études de cinéma à Paris suivi d’un stage dans les studios de Lenfilm à Saint-Pétersbourg, il consacre sa filmographie au documentaire, entièrement engagé sur son pays. Il dessine à travers ses films du réel les contours d’une humanité complexe : démocratie, modernité-tradition, langage, identité, société.
En 1996, il réalise Territoire(s), un essai documentaire sur les violences archaïques en Algérie et dans le monde arabe et les violences post-modernes en Occident. Entre création vidéo et documentaire, le film remporte quelques prestigieux prix internationaux comme le Loupbar, prix de la meilleure découverte documentaire au Festival du nouveau cinéma à Montréal ou le prix Télévision à Avança/ Porto. Territoire(s) est projeté dans le monde entier. La même année, pour Canal+, il réalise un court-métrage entre fiction et documentaire, qui raconte l'autodérision des spectateurs vis-à-vis de la télévision unique : Algerian TV Show, il réalise aussi une des émissions culte Culture Pub sur l'Algérie[réf. nécessaire].
Il consacre l'année 1998 à la musique. Malek Bensmaïl brosse un portrait dans son film Décibled de cinq musiciens algériens qui en exil derrière l’arbre Raï cache la forêt.
Il coréalise en 1999 un film sur Mohammed Boudiaf, le président algérien qui fut assassiné, six mois après son retour d'exil de 30 ans. Le film Boudiaf, un espoir assassiné est déprogrammé par Arte avant d'être re-programmé quelques mois plus tard, pour ne pas gêner l'élection présidentielle algérienne de 1999.
Il réalise en 2000 Des vacances malgré tout, qui remporte le prix du Patrimoine au Festival du Cinéma du réel. 
En 2001, il réalise un court-métrage de fiction Dêmokratia diffusé sur Arte et la BBC, adaptation très libre d'Une peine à vivre de Mimouni, une fable sur la machinerie de la dictature et du pouvoir absolu.
En 2002, il réalise Plaisirs d'Eau, les bains de ce monde flottant, un film sur le rapport de l'homme avec les bains. Le hasard qui va inexorablement rapprocher quatre personnages à travers le monde dont les vies vont être liées par la passion de l'eau et des bains.
En 2003, il coréalise avec le journaliste Thierry Leclere Algérie(s), Algeria's Bloody year, un film documentaire d'investigation en deux volets qui éclaire et montre à travers des archives et des entretiens inédits de personnalités du gouvernement, de l’armée, des islamistes, de la société civile, la descente aux enfers du peuple algérien et décortique les maux qui ont fait basculer le pays dans la terreur.
Le film Algérie(s) en deux épisodes est édité aux Éditions Montparnasse.
En 2004, il rend hommage à son père, l'un des fondateurs de la psychiatrie algérienne en réalisant Aliénations, un film tourné au plus près des malades mentaux et de leurs familles. Le film est un succès international et remporte quelques prix internationaux prestigieux tels que le grand prix des Bibliothèques au Festival du Cinéma du Réel à Paris, le Grand Prix du documentaire à la Biennale des Cinémas Arabes à Paris ou le Magnolia Award du meilleure documentaire au Festival international de Shanghai et reçoit le prix spécial du jury au Fespaco.
En 2005, il réalise le film Le Grand Jeu, sur la campagne présidentielle algérienne de 2004 qui a réélu Abdelaziz Bouteflika à 85%. Le film est interdit d'antenne. Le film est censuré à ce jour en France et en Algérie. Un débat important autour de cette censure et des liens politiques algéro-français, fut organisé à la SCAM avec Le Canard enchaîné[réf. nécessaire].
Il réalise en 2008 La Chine est encore loin, un long-métrage documentaire cinématographique.
En 2009, il est Lauréat de la Villa Kujoyama à Kyoto (Villa Médicis Asie) et participe à la Cinéfondations, au festival de Cannes avec son scénario de fiction Odysseys.
En 2010, il signe pour la case Infrarouge de France 2 un documentaire Guerres secrètes du FLN en France, un film référence sur les stratégies du FLN, le second front en France et la guerre fratricide entre FLN et MNA. Une mise en perspective historique sur une histoire méconnue.
2012, il coréalise avec M. Colonna un documentaire pour France 3 et la RTBF, sur l'année de l'indépendance algérienne : 1962, de l'Algérie française à l'Algérie algérienne.
En 2013, il réalise Ulysse, le brûleur de frontières et la mer blanche du milieu pour l'exposition inaugurale Méditerranées/ Marseille, capitale culturelle de l'Europe 2013 (Commissaire de l'exposition : Yolande Bacot).
En 2014, Malek Bensmail dirige l'atelier documentaire à La Fémis.
En 2015, il réalise pour le cinéma Contre-pouvoirs. Une plongée au sein de la rédaction d'El Watan à Alger, durant les dernières présidentielles qui ont validé le 4e mandat de Bouteflika. Première Mondiale à Locarno Film festival.
En 2017, en s’appuyant sur de nombreux témoignages et des archives exceptionnelles, le nouveau film La Bataille d'Alger, un film dans l'Histoire, opère, soixante ans plus tard, un retour passionnant sur un film mythique, qui n’a cessé de s’enrichir avec l’Histoire, La Bataille d'Alger de Gillo Pontecorvo. Il est invité par les prestigieuses universités américaines : Columbia University, Johns Hopkins University et Yale University. Le film est présenté dans quelques salles en Algérie[réf. nécessaire].
Depuis, 2020, nommé Membre de l'Académie des Oscars.
Des Master Class autour de ses films sont organisées à travers le monde dans les universités, festivals et ateliers de formations.
A venir en 2024, l'adaptation du roman de Kamel Daoud, Meursault Contre enquête avec Hiam Abbas, Dali Benssalah, Ahmed Benaissa, Nabil Asli, Raphael Thierry, Amina Ben Smaïl, Brahim Derris.

## Filmographie
- 1994 : L'Après-Ceausescu, documentaire.
- 1996 : Territoire(s), essai documentaire de 28 min.
- 1997 : Algerian TV Show, court-métrage fiction/documentaire de 13 min pour Canal+.
- 1998 : DéciBled, documentaire de 52 min.
- 1999 : Boudiaf, un espoir assassiné, documentaire de 60 min, coréalisé avec N. Zuric.
- 2000 : Des vacances malgré tout, documentaire long-métrage de 68 min.
- 2001 : Dêmokratia, court-métrage fiction de 20 min.
- 2002 : Plaisirs d’eau, les bains de ce monde flottant, long-métrage documentaire de 76 min.
- 2003 : Algérie(s), documentaire en deux parties de 80 min.
- 2004 : Aliénations, long-métrage réalisé pour le cinéma (2005), 1 h 45 min.
- 2005 : Le Grand Jeu, long-métrage documentaire de 90 min.
- 2008 : La Chine est encore loin, long-métrage réalisé pour le cinéma (2010), 120 min.
- 2010 : Guerres secrètes du FLN en France, documentaire de 70 min pour la case infrarouge de France 2.
- 2012 : 1962, de l'Algérie Française à l'Algérie algérienne. 2 × 60 min, coréalisé avec M. Colonna pour France 3 et la RTBF.
- 2013 : Ulysse, le brûleur de frontières et la mer blanche du milieu. 10 × 6 min et 1 × 60 min. Film/installation réalisé pour l'exposition inaugurale Méditerrannées, Marseille, Capitale culturelle de l'Europe.
- 2015 : Contre-Pouvoirs, long-métrage réalisé pour le cinéma (2016), 97 min.
- 2017 : La Bataille d'Alger, un film dans l'Histoire, documentaire de 118 min.
- 2021 : Toute l'Algérie du monde, documentaire de 50 min.
- 2021 Meursault contre enquête

## Distinctions

### Récompenses
- Cinéma du réel, 2001 : Prix du Patrimoine pour Des vacances malgré tout.
- Cinéma du réel, 2004 : Prix des Librairies pour Aliénations.
- Festival des trois continents, 2008 : Prix Spécial du Jury pour La Chine est encore loin.
- Festival international du film documentaire de Munich, 2010 : Documentary Film Award of the Bavarian Broadcasting Corporation pour La Chine est encore loin[3].

### Nominations
- Festival des trois continents, 2008 : Montgolfière d'Or pour La Chine est encore loin.
- Festival international du film de Dubaï, 2008 : Muhr Arab Award pour La Chine est encore loin.
- Festival international de films de Fribourg, 2009 : Grand Prix pour La Chine est encore loin.
- Journées cinématographiques de Carthage, 2015 : Tanit d'or pour Contre-Pouvoirs.
- Festival international du film documentaire de Taïwan (en), 2016 : International Competition et Next generation Award pour Contre-Pouvoirs.
- Journées cinématographiques de Carthage, 2017 : Tanit d'or pour La Bataille d'Alger, un film dans l'Histoire[3].